# Phare de Piney Point
Le phare de Piney Point (en anglais : Ragged Point Light), est un phare côtier situé à Piney Point, Maryland sur la rivière Potomac dans le Comté de Saint Mary, dans le Maryland.
Il est inscrit au Registre national des lieux historiques depuis le 16 juin 1976 sous le n° 76002171.

## Historique
Ce phare a été construit, en 1836, par John Donahoo (en) et avait une portée de 19 km. La lampe fut remplacée en 1855 par une lentille de Fresnel augmentant la portée à 20 km. Un bâtiment à cloche de brouillard a été ajouté en 1880 et fut en service jusqu'en 1954, date à laquelle l'ouragan Hazel l'a endommagé de façon irréparable.
La Garde côtière l'a mis hors service en 1964 et il est depuis devenu un musée. Les expositions présentées au musée du phare de Piney Point portent sur le phare, la garde côtière américaine, la région de Piney Point et l’histoire du sous-marin allemand Black Panther U-1105 coulé dans le Potomac. Les visiteurs peuvent monter sur la tour du phare lorsque le musée est ouvert.
Il est connu comme le phare des présidents parce que plusieurs des premiers présidents américains se sont rendus sur place ou y sont restés.
Identifiant : ARLHS : USA-601 .

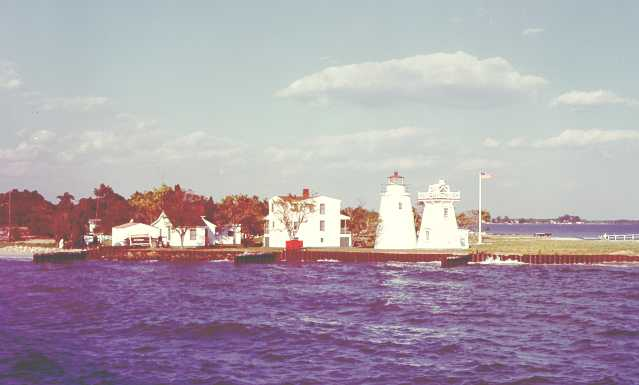
Piney Point
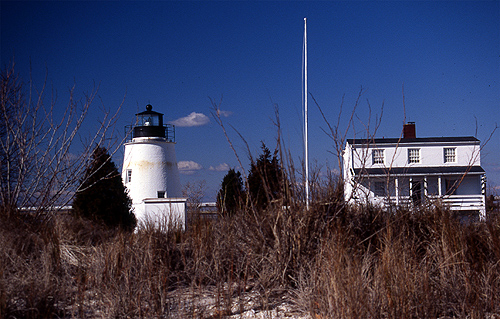
Le phare

### Lien connexe
- Liste des phares du Maryland